# Папикян, Карен Альбертович
Карен Альбертович Папикян (18 августа 1968 года, Москва, РСФСР, СССР — 18 августа 2018 года, Москва, Россия) — российский художник, член-корреспондент Российской академии художеств (2007).

## Биография
Родился 18 августа 1960 года в Москве, где жил и работал.
В 1978 году — окончил Московскую среднюю художественную школу при институте имени Сурикова
В 1984 году — окончил Московский государственный художественный институт имени В. И. Сурикова, учился у профессора Т. Т. Салахова.
В 1986 году — окончил творческую мастерскую Российской академии художеств под руководством А. П. Ткачёва.
С 1988 года — преподаватель рисунка мастерской театра профессора М. М. Курилко-Рюмина.
В 2007 году — избран членом-корреспондентом Российской академии художеств от Отделения живописи.
С 1985 года — член Московского союза художников.
С 1985 года — постоянный участник московских, республиканских, всесоюзных и зарубежных выставок.
Карен Альбертович Папикян умер 18 августа 2018 года в Москве.
Работы представлены в музейных и частных коллекциях в России и за рубежом.